# Laurence A. Rickels
Laurence Arthur Rickels (nacido el 2 de diciembre de 1954) es un teórico literario estadounidense, cuyas obras más significativas han estado en la tradición de los esfuerzos de la Escuela de Fráncfort para aplicar las ideas psicoanalíticas a la cultura de los medios de comunicación. Algunas de sus obras más conocidas incluyen The Case of California, The Vampire Lectures, y el trabajo de tres volúmenes de Nazi Psychoanalysis.
Después de 30 años en la Universidad de California en Santa Bárbara, fue nombrado sucesor de Klaus Theweleit en abril de 2011 a la Academia de Bellas Artes de Karlsruhe, donde actualmente es profesor de Arte y Teoría.

## Biografía
Rickels nació en Cherokee el 2 de diciembre de 1954. Actualmente reside y trabaja en Karlsruhe y Berlín.

## Vida académica
La investigación de Rickels ha contado con el apoyo de la Alexander von Humboldt Foundation, el Gobierno austriaco, el Centro de Estudios Alemán y Europeo (UC Berkeley), el Servicio Alemán de Intercambio Académico, el Centro Interdisciplinario de Humanidades (UC Santa Barbara) y el Zentrum Für Literatur und Kulturforschung Berlin, entre otras instituciones, agencias y oficinas.

## Libros publicados
(Libros escritos como autor)
- Germany A Science Fiction (Fort Wayne AntiOedipus Press, 2015)
- Die Unterwelt der Psychoanalyse (Vienna Passagen Verlag, 2014)
- SPECTRE (Fort Wayne AntiOedipus Press, 2013)
- Geprüfte Seelen (Vienna Passagen Verlag, 2012)
- I Think I Am Philip K. Dick (Mineápolis Universidad de Minnesota Press, 2010)
- 뱀파이어 강의 (Seoul Rubybox Publisher, 2009)
- The Devil Notebooks (Mineápolis, Universidad de Minnesota, Press, 2008)
- Ulrike Ottinger The Autobiography of Art Cinema (Mineápolis, Universidad de Minnesota, Press, 2008)
- Ulrike Ottinger. Eine Autobiografie des Kinos (Berlín b_books, 2007)
- Vampirismus Vorlesungen (Berlín Brinkmann & Bose, 2007)
- Nazi Psychoanalysis, 3 Volumes Only Psychoanalysis Won the War, CryptoFetishism, PsyFi (Mineápolis, Universidad de Minnesota, Press, 2002)
- The Vampire Lectures (Mineápolis, Universidad de Minnesota, Press, 1999)
- The Case of California (Baltimore The Johns Hopkins University Press, 1991) *Reimpreso por University of Minnesota Press, 2001.
- Der unbetrauerbare Tod (Vienna Edition Passagen, 1989)
- Aberrations of Mourning Writing on German Crypts (Detroit Wayne State University Press, 1988)